# Podstawie (Wojsławice)
Podstawie – część wsi Wojsławice w Polsce położona w województwie lubelskim, w powiecie chełmskim, w gminie Wojsławice.
W latach 1975–1998 Podstawie należało administracyjnie do województwa chełmskiego.